# Nokia 5230
Nokia 5230, cunoscut și sub numele de cod „Nuron” este un smartphone produs de Nokia. A fost anunțat în august 2009 și lansat în noiembrie 2009, fiind comercializat cu sistemul Symbian OS 9.4.
Nokia 5230 are pre-instalat software-ul Ovi Maps care, împreună cu reciver-ul GPS integrat, poate fi folosit pentru navigare. De asemenea, ca și alte telefoane cu touch-screen, are un senzor de proximitate, care dezactivează automat ecranul senzitiv atunci când dispozitivul este aproape de ureche, pentru a preveni selectările accidentale; tot ca și alte smartphone-uri din generația sa, are un accelerometru ce permite rotirea automată a telefonului în modul Landscape.

## Specificații
- Ecran 3.2 inch, 360 x 640 pixeli nHD, LCD Touchscreen (16.7 milioane de culori)
- Dimensiuni 111 x 51.7 x 15.5 mm
- Greutate 115 g
- Sistem de operare S60 ediția 5 (Symbian v9.4)
- Rețele 2G GSM 850 / 900 / 1800 / 1900
- Rețele 3G HSDPA 900 / 2100
- Accelerometru pentru rotire automată ecranului
- Cameră foto 2MPx (1600x1200 pixeli) cu suport pentru geotagging
- GPS cu A-GPS si Ovi Maps
- Radio FM 87.5-108 MHz cu RDS (max. 20 canale)
- Jack pentru căști 3.5mm
- Slot card MicroSD (până la 16 GB)
- Bluetooth 2.0